# Yuto Suzuki
Yuto Suzuki (鈴木 雄斗 Suzuki Yuto?), född 7 december 1993 i Kanagawa prefektur, är en japansk fotbollsspelare.
Suzuki började sin karriär 2012 i Mito HollyHock. Han spelade 87 ligamatcher för klubben. 2016 flyttade han till Montedio Yamagata. Efter Montedio Yamagata spelade han för Kawasaki Frontale, Gamba Osaka och Matsumoto Yamaga FC. Med Kawasaki Frontale vann han japanska ligan 2018.